# Pałac książąt burgundzkich w Dijon
Pałac książąt Burgundii w Dijon, znany też pod nazwą Pałac Stanów – zespół pałacowy budowany od XV do XVIII, położony w Dijon, dawnej stolicy Burgundii.

## Historia
Samodzielne księstwo Burgundii istniało od IX wieku. Pierwszą rezydencją jego władców był zamek położony na terenie dzisiejszego pałacu, o którego wyglądzie nie wiadomo prawie nic, oprócz faktu, że został on wzniesiony na fundamentach i z wykorzystaniem części murów jeszcze wcześniejszego fortu galijskiego. Zachowany do naszych czasów pałac książąt Burgundii powstawał, z przebudowy poprzedniego obiektu, od 1356. Jego najstarszą częścią była 46-metrowa wieża Bar. 
W obiekcie rezydowali kolejno książęta Filip II Śmiały, Jan bez Trwogi, Filip III Dobry, za którego czasów rozbudowano pomieszczenia mieszkalne dla książąt, zbudowano kuchnię i salę balową oraz fasadę obiektu, oraz Karol Zuchwały. Filip Śmiały, Jan bez Trwogi i Filip Dobry z małżonkami zostali pochowani na terenie pałacu. Po jego śmierci księstwo burgundzkie przestało istnieć, a Burgundia razem z Dijon została włączona do domeny królewskiej. Oficjalnym właścicielem pałacu został król Ludwik XI, który jednak, podobnie jak jego następcy, nigdy z niego nie korzystał. Do 1679 pałac był siedzibą gubernatora, a następnie zgromadzenia stanowego Burgundii pod nazwą Pałacu Stanów. 
Po przejęciu gmachu przez nowego właściciela pałac został wyremontowany i poddany konserwacji. Na terenie obiektu w latach 1682-1685 pracował Daniel Gittard, a po nim Jules Hardouin-Mansart. Dokonali oni przebudowy obiektu w stylu klasycystycznym, dodając główny dziedziniec i dwa skrzydła. Ponadto na dziedzińcu stanął w 1725 pomnik Ludwika XIV, który znajdował się tam do Wielkiej rewolucji francuskiej. 
W 1787 obiekt przejęło całkowicie miasto Dijon, od tej pory pałac pełni funkcje miejskiego ratusza. Jego część została zaadaptowana na Muzeum Sztuk Pięknych z bogatą kolekcją sztuki flamandzkiej, dla którego wzniesiono w XIX wieku dodatkową klasycystyczną elewację. 

## Architektura
Pałac jest trójskrzydłowy, czterokondygnacyjny, z dziedzińcem otwartym z jednej strony. Wejście do niego wiedzie poprzez dwa wysunięte skrzydła boczne z klasycystycznymi fasadami, opartymi na pięciu jońskich pilastrach, z bogato rzeźbionym tympanonem. Dekoracje centralnego skrzydła są skromne - wszystkie okna pałacu mają czworoboczny kształt bez obramowań. Nad całością dominują dwie zakończone płaskim dachem wieże, z których wyższa, Filipa Dobrego, pełni dziś funkcję tarasu widokowego. Na dziedzińcu wewnętrznym zamku, przy schodach na wieżę Filipa Dobrego, zachowały się elementy gotyckich płaskorzeźb dekoracyjnych. 
Wnętrza obiektu zostały poważnie przekształcone w czasie urzędowania na jego terenie stanów burgundzkich. W dzisiejszych czasach większość z nich reprezentuje styl barokowy z plafonami, sztukateriami, płaskorzeźbami z tego okresu. Gotyk zachował się jedynie w części piwnic i kaplicy książąt.